# Campionati europei di tuffi 2013 - Trampolino 3 metri sincro maschile
La gara del trampolino sincro da 3 metri maschile dei campionati europei di tuffi 2013 è stata disputata il 21 giugno 2013 presso la Piscina Nettuno di Rostock in Germania e vi hanno partecipato 8 coppie di atleti. Il turno preliminare si è svolto al mattino e la finale ha avuto luogo nel pomeriggio.

## Medaglie
| Posizione | Atleta                             | Paese    |
| --------- | ---------------------------------- | -------- |
| Oro       | Evgenij Kuznecov Il'ja Zacharov    | Russia   |
| Argento   | Patrick Hausding Stephan Feck      | Germania |
| Bronzo    | Oleksandr Horškovozov Oleg Kolodij | Ucraina  |

## Risultati
| Pos. | Atlete                                       | Nazionalità | Eliminatorie | Eliminatorie | Finale | Finale |
| Pos. | Atlete                                       | Nazionalità | Punti        | Pos.         | Punti  | Pos.   |
| ---- | -------------------------------------------- | ----------- | ------------ | ------------ | ------ | ------ |
|      | Evgenij Kuznecov Il'ja Zacharov              | Russia      | 411.66       | 1            | 460.44 | 1      |
|      | Patrick Hausding Stephan Feck                | Germania    | 410.43       | 2            | 431.58 | 2      |
|      | Oleksandr Horškovozov Oleg Kolodij           | Ucraina     | 391.47       | 3            | 422.52 | 3      |
| 4    | Jaŭhen Karalëŭ Andrėj Paŭljuk                | Bielorussia | 362.46       | 5            | 366.42 | 4      |
| 5    | Andreas Nader Billi Giovanni Tocci           | Italia      | 377.22       | 4            | 366.06 | 5      |
| 6    | Stefanos Paparounas Michail Nektario Fafalis | Grecia      | 318.84       | 7            | 337.44 | 6      |
| 7    | Espen Valheim Daniel Jensen                  | Norvegia    | 315.27       | 8            | 337.26 | 7      |
| 8    | Héctor García Nicolas García                 | Spagna      | 318.96       | 6            | 334.44 | 8      |